# Eimantas Poderis
Eimantas Poderis (* 13. September 1973 in Alytus) ist ein litauischer ehemaliger Fußballspieler. 2009 war er Trainer des Dubler-Teams von Tauras Tauragė und danach Kindertrainer in der Deividas-Šemberas-Fußballakademie.

## Erfolge
- Baltic Cup: 1992, 2005